# Arroyo de la Encomienda
Arroyo de la Encomienda là một đô thị trong tỉnh Valladolid, Castile và León, Tây Ban Nha. Theo điều tra dân số 2007 (INE), đô thị này có dân số là 9590 người.